# Тосасимидзу
То́сасими́дзу (яп. 土佐清水市 Тосасимидзу-си) — город в Японии, находящийся в префектуре Коти. Площадь города составляет 266,56 км², население — 14 718 человек (1 августа 2014), плотность населения — 55,21 чел./км².

## Географическое положение
Город расположен на острове Сикоку в префектуре Коти региона Сикоку. С ним граничат города Симанто, Сукумо, посёлок Оцуки и село Михара.

## Население
Население города составляет 14 718 человек (1 августа 2014), а плотность — 55,21 чел./км². Изменение численности населения с 1980 по 2005 годы:
| 1980 | 24 252 чел. |  |
| 1985 | 23 014 чел. |  |
| 1990 | 21 182 чел. |  |
| 1995 | 19 582 чел. |  |
| 2000 | 18 512 чел. |  |
| 2005 | 17 281 чел. |  |

## Символика
Деревом города считается Ficus superba, цветком — камелия, птицей — синий каменный дрозд.